# Perućko jezero
Perućko jezero, akumulacijsko jezero na reki Cetini v  Dalmaciji.
Akumulacijsko jezero leži ob cesti D1 (E71), ki Split preko Knina povezuje z Zagrebom, v bližini naselij Garjak,  Maljkovo in Zasiok okoli 16 km severno od Sinja, na 360 m nadmorske višine. Pregrada jezu v bližini naselja Zasiok je narejena iz zbite zemlje in visoka 56 m. Jezero meri 13 km², dolgo je 20 km, njegova največja globina je 64 m ter zadržuje 541×10⁶ m³ vode. Zgrajeno je bilo leta 1960 za potrebe HE Peruća.